# 디얀 찬드

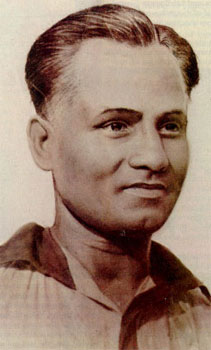

디얀 찬드(Dhyan Chand, 1905년 8월 29일 – 1979년 12월 3일)는 인도의 필드하키 선수였다. 많은 사람들에게 세계 역사상 가장 위대한 필드하키 선수로 널리 알려져 있다. 인도가 필드하키를 지배하던 시대인 1928년, 1932년, 1936년에 3개의 올림픽 금메달을 획득한 것 외에도 뛰어난 볼 컨트롤과 골 득점 능력으로 유명했다. 인도가 1928년부터 1964년까지 올림픽 8개 중 7개에서 필드하키 종목을 우승하면서 그의 영향력은 이러한 승리를 넘어 확장되었다.
탁월한 볼 컨트롤로 인해 하키의 마법사 또는 마술사로 알려진 찬드는 1926년부터 1949년까지 국제적으로 활약했으며, 자서전인 골(Goal)에 따르면 185경기에서 570골을 기록했으며 국내 및 국제 경력 전체에서 1,000골 이상을 기록했다. BBC는 그를 "하키계의 무하마드 알리"라고 불렀다. 인도 정부는 1956년 찬드 인도에서 세 번째로 높은 민간인 훈장인 파드마 부샨을 수여했다. 그의 생일인 8월 29일은 매년 인도에서 전국 스포츠의 날로 기념된다. 인도 최고의 스포츠 영예인 디얀 차드 켈 라트나상(Major Dhyan Chand Khel Ratna Award)은 그의 이름을 따서 명명되었다.